# تورفایوکول
تورفایوکول (به ایسلندی: Torfajökull; [ˈtʰɔrvaˌjœ:kʏtl̥]‏) آتشفشانی چینه‌ای و ریولیتی در ایسلند است. تورفایوکول آخرین بار در سال ۱۴۷۷ فوران کرد و از بزرگترین منطقه سنگ‌های بیرونی سیلیسی در ایسلند تشکیل شده‌است.